# 大拉科沃耶湖
60°37′25″N 29°24′12″E / 60.62361°N 29.40333°E
大拉科沃耶湖（俄语：Большое Раковое озеро），是俄羅斯的湖泊，位於該國西北部，由列寧格勒州負責管轄，海拔高度12米，面積7.5平方公里，集水區面積371平方公里。通过伊斯克里察河与维什尼奥夫斯科耶湖联通。